# Конде сир Рил
Конде сир Рил (фр. Condé-sur-Risle) насеље је и општина у северној Француској у региону Горња Нормандија, у департману Ер која припада префектури Берне.
По подацима из 2011. године у општини је живело 574 становника, а густина насељености је износила 58,16 становника/km². Општина се простире на површини од 9,87 km². Налази се на средњој надморској висини од 26 метара (максималној 127 m, а минималној 17 m).

## Демографија
| 1962. | 1968. | 1975. | 1982. | 1990. | 1999. | 2011. |
| ----- | ----- | ----- | ----- | ----- | ----- | ----- |
| 401   | 406   | 337   | 363   | 377   | 454   | 574   |

График промене броја становника у току последњих година